# Pedro de Cristo
Dom Pedro de Cristo (Peter von Christus), eigentlich Domingos, (* um 1550 in Coimbra, Portugal; † 12. Dezember 1618 ebendort), OSA, war ein portugiesischer Mönch und Komponist.
Er trat 1571 ins Augustinerkloster Santa Cruz in Coimbra ein, wo er bis zu seinem Tod lebte. Eine kurze Zeit verbrachte er im Kloster São Vicente de Fora in Lissabon. 1587 wurde er Kapellmeister seines Klosters.
Pedro de Cristo war auch als Lehrer, Sänger und Instrumentalist tätig, er spielte Flöte und Harfe. 
Dom Pedro de Cristo starb am 12. Dezember 1618 in Coimbra. Er gilt als einer der wichtigsten Komponisten polyphoner Renaissancemusik in Portugal. 

## Werk
- Ai mi Dios que causa ha sido
- Ave Maria
- Beata viscera Mariae
- Dixit Dominus
- Dominus vobiscum...Et cum spiritu tuo
- Ecce Vidimus
- Es nacido
- Hodie nobis de coelo
- Inter vestibulum
- Lachrimans sitivit anima mea
- Laudate pueri
- Magnificat octavi toni
- O magnum mysterium
- Osanna follio David
- Regina caeli
- Sanctissimi quinque martires
- Tristis est anima
- Tristis est anima mea
- Virgo prudentissima